# Gregory's
Gregory's este un lanț de restaurante fast food din Grecia.
Deține mărcile Gregory's și Coffeeright.
Este prezent și în România, având în 2007 un număr de 10 restaurante și o cifră de afaceri de 3,4 milioane euro.